# Supercopa Italiana de Voleibol Masculino de 2024
A Supercopa Italiana de Voleibol Masculino de 2024, oficialmente Del Monte Supercoppa Italia Superlega por questão de patrocínio, foi a 29.ª edição desta competição organizada anualmente pela Lega Pallavolo Serie A, consórcio de clubes filiado à Federação Italiana de Voleibol (FIPAV), que ocorreu nos dias 21 e 22 de setembro de 2024, na cidade de Florença, na região da Toscana.
Em sua terceira final consecutiva, o Perugia conquistou seu sexto título da Supercopa ao derrotar o Itas Trentino por 3 sets a 2. O ponteiro japonês Yūki Ishikawa foi eleito o melhor jogador da competição.

## Regulamento
O torneio foi estruturado nas fases semifinais e final.

## Equipes participantes
As seguintes equipes se qualificaram para a Supercopa Italiana de 2023.
| Equipe                       | Qualificação                                                  |
| ---------------------------- | ------------------------------------------------------------- |
| Sir Susa Vim Perugia         | Campeão da Copa Itália de 2023–24                             |
| Gas Sales Bluenergy Piacenza | Terceiro colocado na fase regular da SuperLega de 2023–24     |
| Itas Trentino                | Primeiro classificado na fase regular da SuperLega de 2023–24 |
| Mint Vero Volley Monza       | Vice-campeão da Copa Itália de 2023–24                        |

## Local das partidas
| Florença, Itália  |
| Palazzo Wanny     |
| ----------------- |
|                   |
| Capacidade: 4 000 |

## Resultados
|  | Semifinais                   | Semifinais    |                      |   | Final | Final |
|  |                              |               |                      |   |       |       |
|  | 21 de setembro               |               |                      |   |       |       |
|  |                              |               |                      |   |       |       |
|  | Sir Susa Vim Perugia         | 3             |                      |   |       |       |
|  | Sir Susa Vim Perugia         | 3             | 22 de setembro       |   |       |       |
|  | Gas Sales Bluenergy Piacenza | 1             |                      |   |       |       |
|  | Gas Sales Bluenergy Piacenza | 1             | Sir Susa Vim Perugia | 3 |       |       |
|  | 21 de setembro               |               | Sir Susa Vim Perugia | 3 |       |       |
|  |                              | Itas Trentino | 2                    |   |       |       |
|  | Itas Trentino                | Itas Trentino | 2                    | 3 |       |       |
|  | Itas Trentino                |               |                      | 3 |       |       |
|  | Mint Vero Volley Monza       | 0             |                      |   |       |       |
|  | Mint Vero Volley Monza       | 0             |                      |   |       |       |

- As partidas seguem o horário local.

#### Semifinais
| Data   | Hora  |                      | Placar |                              | Set 1 | Set 2 | Set 3 | Set 4 | Set 5 | Total | Relatório |
| ------ | ----- | -------------------- | ------ | ---------------------------- | ----- | ----- | ----- | ----- | ----- | ----- | --------- |
| 21 set | 15:30 | Sir Susa Vim Perugia | 3–1    | Gas Sales Bluenergy Piacenza | 25–22 | 23–25 | 25–20 | 25–21 |       | 98–88 | Relatório |
| 21 set | 18:00 | Itas Trentino        | 3–0    | Mint Vero Volley Monza       | 25–20 | 25–21 | 25–23 |       |       | 75–64 | Relatório |

#### Final
| Data   | Hora  |                      | Placar |               | Set 1 | Set 2 | Set 3 | Set 4 | Set 5 | Total | Relatório |
| ------ | ----- | -------------------- | ------ | ------------- | ----- | ----- | ----- | ----- | ----- | ----- | --------- |
| 22 set | 18:00 | Sir Susa Vim Perugia | 3–2    | Itas Trentino | 25–18 | 19–25 | 15–25 | 25–17 | 15–9  | 99–94 | Relatório |